# Skeletá
Skeletá is het vijfde studioalbum van de Zweedse band Ghost. 

## Tracklijst

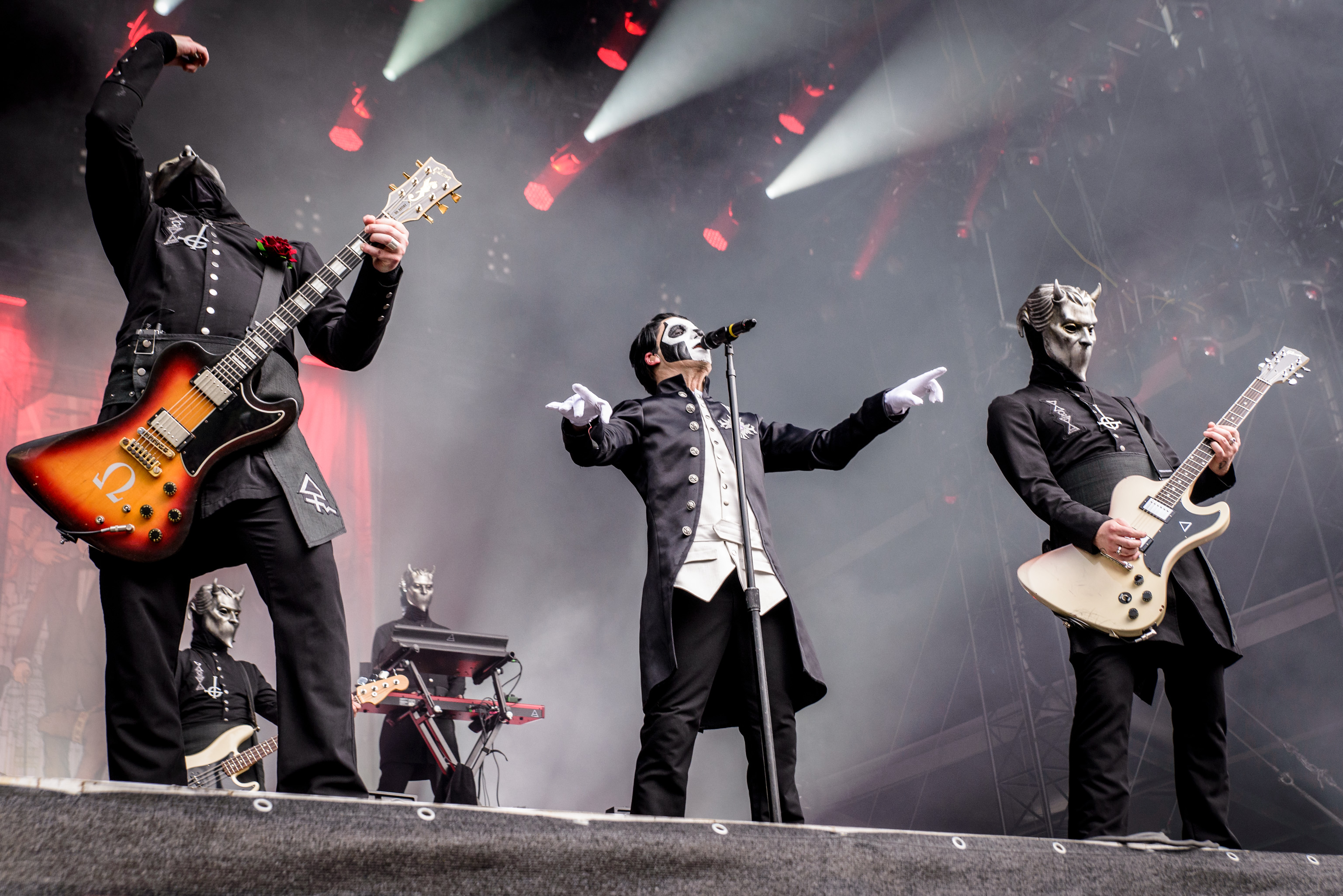
Ghost at Rockavaria 2016

| 1.                 | Peacefield            | 4    | 5:40 |
| 2.                 | Lachryma              | 3.67 | 4:36 |
| 3.                 | Satanized             | 3.67 | 3:56 |
| 4.                 | Guiding Lights        | 4    | 3:24 |
| 5.                 | De profundis borealis | 3    | 4:32 |
| 6.                 | Cenotaph              | 4    | 4:17 |
| 7.                 | Missilia amori        | 4    | 4:31 |
| 8.                 | Marks Of The Evil One | 3    | 4:15 |
| 9.                 | Umbra                 |      | 5:31 |
| 10.                | Excelsis              |      | 6:01 |
| Totale duur: 46:48 |                       |      |      |

## Hitnoteringen
| Skeletá in de Nederlandse Album Top 100: Week 1 t/m heden: 03-05-2025 t/m heden | Skeletá in de Nederlandse Album Top 100: Week 1 t/m heden: 03-05-2025 t/m heden | Skeletá in de Nederlandse Album Top 100: Week 1 t/m heden: 03-05-2025 t/m heden | Skeletá in de Nederlandse Album Top 100: Week 1 t/m heden: 03-05-2025 t/m heden | Skeletá in de Nederlandse Album Top 100: Week 1 t/m heden: 03-05-2025 t/m heden | Skeletá in de Nederlandse Album Top 100: Week 1 t/m heden: 03-05-2025 t/m heden | Skeletá in de Nederlandse Album Top 100: Week 1 t/m heden: 03-05-2025 t/m heden | Skeletá in de Nederlandse Album Top 100: Week 1 t/m heden: 03-05-2025 t/m heden | Skeletá in de Nederlandse Album Top 100: Week 1 t/m heden: 03-05-2025 t/m heden | Skeletá in de Nederlandse Album Top 100: Week 1 t/m heden: 03-05-2025 t/m heden | Skeletá in de Nederlandse Album Top 100: Week 1 t/m heden: 03-05-2025 t/m heden | Skeletá in de Nederlandse Album Top 100: Week 1 t/m heden: 03-05-2025 t/m heden | Skeletá in de Nederlandse Album Top 100: Week 1 t/m heden: 03-05-2025 t/m heden | Skeletá in de Nederlandse Album Top 100: Week 1 t/m heden: 03-05-2025 t/m heden | Skeletá in de Nederlandse Album Top 100: Week 1 t/m heden: 03-05-2025 t/m heden | Skeletá in de Nederlandse Album Top 100: Week 1 t/m heden: 03-05-2025 t/m heden |
| Week                                                                            | 1                                                                               |                                                                                 |                                                                                 |                                                                                 |                                                                                 |                                                                                 |                                                                                 |                                                                                 |                                                                                 |                                                                                 |                                                                                 |                                                                                 |                                                                                 |                                                                                 |                                                                                 |
| ------------------------------------------------------------------------------- | ------------------------------------------------------------------------------- | ------------------------------------------------------------------------------- | ------------------------------------------------------------------------------- | ------------------------------------------------------------------------------- | ------------------------------------------------------------------------------- | ------------------------------------------------------------------------------- | ------------------------------------------------------------------------------- | ------------------------------------------------------------------------------- | ------------------------------------------------------------------------------- | ------------------------------------------------------------------------------- | ------------------------------------------------------------------------------- | ------------------------------------------------------------------------------- | ------------------------------------------------------------------------------- | ------------------------------------------------------------------------------- | ------------------------------------------------------------------------------- |
| Nummer                                                                          | 2                                                                               |                                                                                 |                                                                                 |                                                                                 |                                                                                 |                                                                                 |                                                                                 |                                                                                 |                                                                                 |                                                                                 |                                                                                 |                                                                                 |                                                                                 |                                                                                 |                                                                                 |

| Skeletá in de Vlaamse Ultratop Albums: Week 1 t/m heden: 03-05-2025 t/m heden | Skeletá in de Vlaamse Ultratop Albums: Week 1 t/m heden: 03-05-2025 t/m heden | Skeletá in de Vlaamse Ultratop Albums: Week 1 t/m heden: 03-05-2025 t/m heden | Skeletá in de Vlaamse Ultratop Albums: Week 1 t/m heden: 03-05-2025 t/m heden | Skeletá in de Vlaamse Ultratop Albums: Week 1 t/m heden: 03-05-2025 t/m heden | Skeletá in de Vlaamse Ultratop Albums: Week 1 t/m heden: 03-05-2025 t/m heden | Skeletá in de Vlaamse Ultratop Albums: Week 1 t/m heden: 03-05-2025 t/m heden | Skeletá in de Vlaamse Ultratop Albums: Week 1 t/m heden: 03-05-2025 t/m heden | Skeletá in de Vlaamse Ultratop Albums: Week 1 t/m heden: 03-05-2025 t/m heden | Skeletá in de Vlaamse Ultratop Albums: Week 1 t/m heden: 03-05-2025 t/m heden | Skeletá in de Vlaamse Ultratop Albums: Week 1 t/m heden: 03-05-2025 t/m heden | Skeletá in de Vlaamse Ultratop Albums: Week 1 t/m heden: 03-05-2025 t/m heden | Skeletá in de Vlaamse Ultratop Albums: Week 1 t/m heden: 03-05-2025 t/m heden | Skeletá in de Vlaamse Ultratop Albums: Week 1 t/m heden: 03-05-2025 t/m heden | Skeletá in de Vlaamse Ultratop Albums: Week 1 t/m heden: 03-05-2025 t/m heden | Skeletá in de Vlaamse Ultratop Albums: Week 1 t/m heden: 03-05-2025 t/m heden |
| Week                                                                          | 1                                                                             |                                                                               |                                                                               |                                                                               |                                                                               |                                                                               |                                                                               |                                                                               |                                                                               |                                                                               |                                                                               |                                                                               |                                                                               |                                                                               |                                                                               |
| ----------------------------------------------------------------------------- | ----------------------------------------------------------------------------- | ----------------------------------------------------------------------------- | ----------------------------------------------------------------------------- | ----------------------------------------------------------------------------- | ----------------------------------------------------------------------------- | ----------------------------------------------------------------------------- | ----------------------------------------------------------------------------- | ----------------------------------------------------------------------------- | ----------------------------------------------------------------------------- | ----------------------------------------------------------------------------- | ----------------------------------------------------------------------------- | ----------------------------------------------------------------------------- | ----------------------------------------------------------------------------- | ----------------------------------------------------------------------------- | ----------------------------------------------------------------------------- |
| Nummer                                                                        | 1                                                                             |                                                                               |                                                                               |                                                                               |                                                                               |                                                                               |                                                                               |                                                                               |                                                                               |                                                                               |                                                                               |                                                                               |                                                                               |                                                                               |                                                                               |